# 正宗文庫
一般財団法人正宗文庫（まさむねぶんこ）は国文学者で歌人の正宗敦夫が、蒐集した古典籍等を収蔵するために郷里の岡山県和気郡伊里村大字穂浪に創設した文庫。

## 概要
自身の集めた古典籍を保存するために自宅敷地内に書庫を作り、1936年に財団法人として認可された。敦夫の没後は息子の甫一、孫の正宗千晴が館長を務めている。
典籍・文書類のほか、浦上玉堂の製作した七絃琴を所蔵する。